# Adam (película de 2019)
Adam es una película de drama marroquí de 2019 dirigida por Maryam Touzani.

## Sinopsis
Samia, es una joven madre soltera embarazada que busca trabajo y es acogida por una panadera viuda llamada Abla. La película se inspiró en una situación similar que experimentó Touzani cuando sus padres acogieron a una embarazada en Tánger durante varios días en una época en la que estar embarazada siendo soltera era ilegal en Marruecos.

## Elenco
- Lubna Azabal como Abla
- Nissrine Erradi como Samia
- Douae Belkhaouda como Warda
- Aziz Hattab como Slimani
- Hasnaa Tamtaoui como Rkia

## Recepción
Se proyectó en la sección Un Certain Regard del Festival de Cine de Cannes 2019. Fue seleccionada como la entrada marroquí al Mejor Largometraje Internacional en los 92.° Premios de la Academia, pero no fue nominada.